# ذفرة متناثرة الأوراق
ذفرة متناثرة الأوراق (الاسم العلمي:Cleome sparsifolia) هي نوع من النباتات تتبع جنس الذفرة من الفصيلة الذفرية.